# Vísky (district de Blansko)
Pour les articles homonymes, voir Vísky.
Vísky (en allemand : Wisek, précédemment : Wissek) est une commune du district de Blansko, dans la région de Moravie-du-Sud, en République tchèque. Sa population s'élevait à 255 habitants en 2020.

## Géographie
Vísky se trouve à 7 km au nord-ouest de Boskovice, à 20 km au nord de Blansko, à 39 km au nord de Brno et à 169 km à l'est-sud-est de Prague.
La commune est limitée par Letovice au sud-ouest, à l'ouest et au nord, par Pamětice au nord-est, par Sudice et Boskovice à l'est, et par Míchov au sud.

## Histoire
La première mention écrite du village date de 1450.